# Cardea
Cardea was een godin onder wier bescherming de cardines of deurhengsels stonden. Zij had het gebied hierover verkregen, omdat zij, toen Ianus om haar liefde vroeg, hem had verhoord. Zij had bovendien de macht om de werkingen van boze geesten, voornamelijk op kinderen, te verhinderen.